# Mārupe
Mārupe  (en allemand : Marienbach) est une ville en Lettonie située dans le sud-est de Riga. Avec les villages comme Jaunmārupe, Tīraine et Skulte il forme Mārupes novads, l'appellation qui a remplacé, après la réforme territoriale du 1er juillet 2009, celle de Mārupes pagasts. C'est le centre administratif du novads. Progressivement, Mārupe et Tīraine fusionnent à la suite de l'urbanisation et des activités communes aux deux localités. Tout près passent les routes P132 (Riga-Jaunmārupe) et P133 qui mène vers l'Aéroport international de Riga.

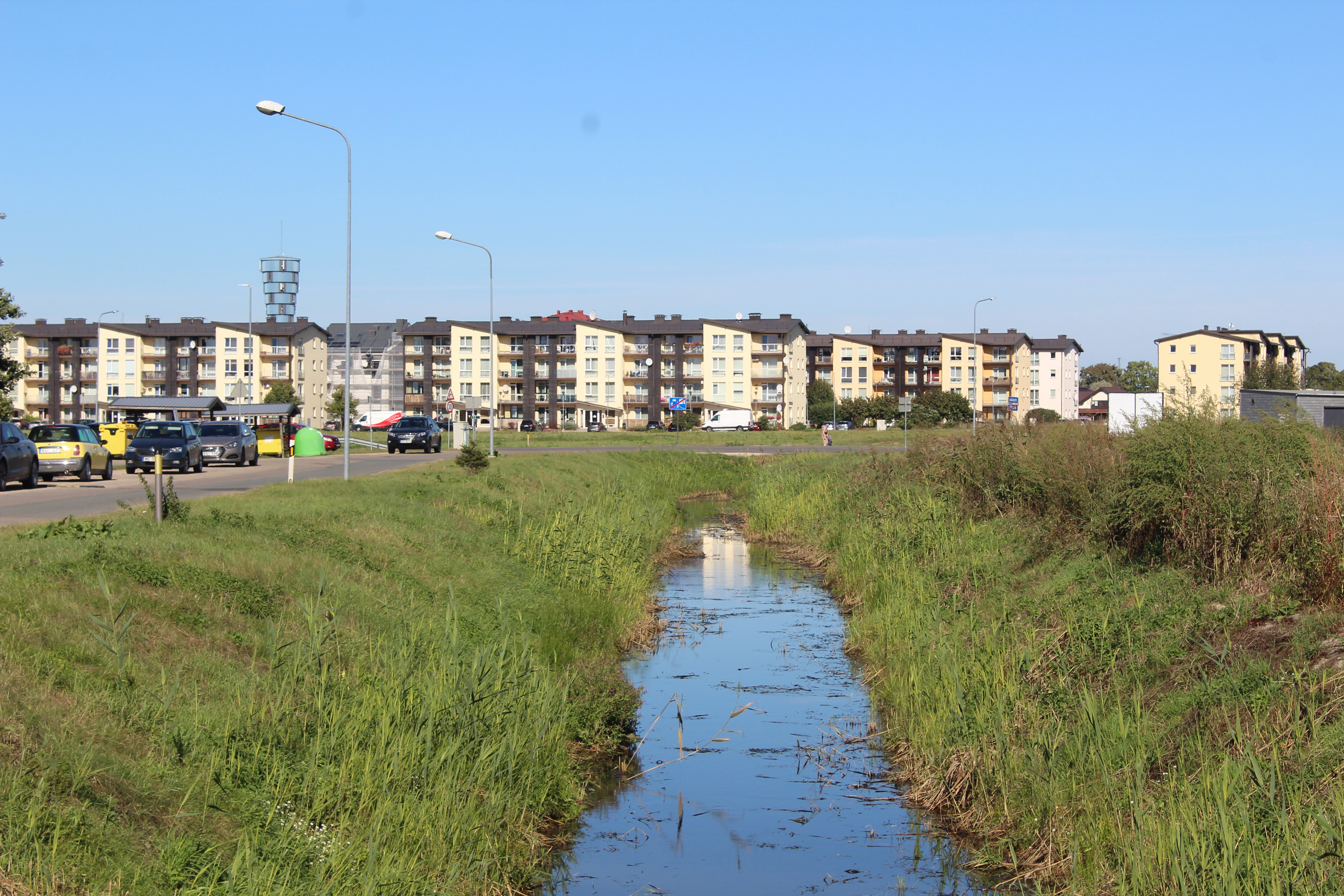
Quartier résidentiel à Mārupe.

L'endroit a reçu son nom d'après le cours d'eau Mārupīte qui le traverse. Sous occupation soviétique, dans le kolkhoz « Mārupe » travaillaient environ 2 000 personnes. En 1988, lors du troisième mouvement Atmoda (1987-1991), un groupe de soutien du Front populaire letton a été organisé qui comptait 860 membres, avec le siège dans l'actuel bâtiment de Mārupes Dome.
Mārupe a obtenu le statut de ville le 1er juillet 2022.